# En armé på två ben
En armé på två ben är det första albumet av artisten Fronda. Albumet kom ut år 2004 och räknas som det album som Fronda slog igenom med. Kända låtar från albumet är Rullar fram och Mitt rop på hjälp.